# North Tidworth
North Tidworth är en by i civil parish Tidworth, i distriktet Wiltshire, i grevskapet Wiltshire, i England. North Tidworth var en civil parish fram till 2004 när blev den en del av Tidworth, Collingbourne Ducis, Fittleton och Ludgershall. Civil parish hade 5 991 invånare år 2001. Byn nämndes i Domedagsboken (Domesday Book) år 1086, och kallades då Todew(o)rde/Todowrde.